# Critério de Chebychev–Grübler–Kutzbach
O critério de Chebychev –Grübler–Kutzbach determina o número de graus de liberdade de uma cadeia cinemática, ou seja, um acoplamento de corpos rígidos por meio de restrições mecânicas. Esses dispositivos também são chamados de articulações .
O critério de Kutzbach também é chamado de fórmula de mobilidade, porque calcula o número de parâmetros que definem a configuração de uma ligação a partir do número de links e juntas e o grau de liberdade em cada junta.

Foram projetadas ligações interessantes e úteis que violam a fórmula de mobilidade, usando recursos e dimensões geométricas especiais para fornecer mais mobilidade do que o previsto por esta fórmula. Esses dispositivos são chamados mecanismos sobrecarregados.
1. ↑  Jorge Angeles, Clifford Truesdell (1989). Rational Kinematics. [S.l.]: Springer. ISBN 978-0-387-96813-1